# L'Aventurier (film, 1934)
Pour les articles homonymes, voir L'Aventurier.
Pour plus de détails, voir Fiche technique et Distribution.
L'Aventurier est un film français réalisé par Marcel L'Herbier d'après la pièce du même nom d'Alfred Capus, sorti en 1934.
Le film suit Étienne Ranson, renié par sa famille et qui s'était exilé en Afrique, qui revient chez son oncle, un riche industriel de Grenoble, après avoir fait fortune. Il est froidement accueilli, jusqu'au jour où il sauve la famille de la ruine pour épouser une jeune fille adoptée par son oncle.

## Synopsis
Après un exil de dix ans en Afrique, qui lui a permis de faire fortune en Tunisie en exerçant différents trafics d'armes et de haschich et désirant rentrer définitivement en France, Étienne Ranson, riche propriétaire de la mine de sel d’Akri-Zaada, sous le nom d'emprunt de Pierre Stols, la vend à un dénommé Karl Nemo. Juste avant son départ, Ranson doit mater dans le sang la révolte d'une tribu d’indigènes en faisant 30 morts dans les rangs des assaillants.
De retour à l'improviste à Grenoble chez son oncle Achille Guéroy, propriétaire d'une fabrique de gants, au bord de la faillite, Étienne y est accueilli dans un premier temps, sans enthousiasme compte tenu de son passé dévoyé. Il retrouve aussi son amour de jeunesse, l'orpheline Geneviève Dorgans, fille adoptive de Guéroy. Mais celle-ci est promise à une autre personne. Cependant, lorsque la famille apprend que Ranson est désormais riche, ce dernier devient un parent très convoité.
Or, la Chambre des Députés ayant eu connaissance de la répression sanglante en Tunisie de Ranson, sous le nom de Stols et sur l'interpellation du député Varèze, lequel ignore la parenté entre Guéroy et Ranson, ce dernier est arrêté à la demande du ministère et doit se justifier sur ses actes criminels. L’événement provoque en France un tollé de l’opposition qui réussit à renverser le gouvernement conservateur. Pour Guéroy, à cause de sa situation financière très menacée, c’est le scandale et la ruine assurée si l’on découvre que Ranson est son neveu. Alors envolés tous ses espoirs pour décrocher sa Rosette tant convoitée. C’est pourquoi Geneviève est mandatée par son beau-père pour convaincre Ranson de ne pas dévoiler au tribunal sa parenté. Elle doit aussi lui annoncer ses fiançailles avec le député Varèze mais, manquant de courage, elle ne dit rien sur sa liaison.
Finalement relaxé par la justice, Ranson revient à la fabrique de son oncle juste au moment où des ouvriers sont en lutte pour une augmentation de salaires. La révolte gronde. Les ouvriers rassemblés devant les grilles de la propriété de Guéroy commencent à casser les carreaux. Le préfet Dubar envoie un escadron de gendarmes pour les mater. Le seul qui puisse éviter que la famille soit déshonorée par un nouveau scandale c'est Ranson. Ce dernier exige le renvoi des gendarmes et obtient un accord avec les ouvriers pour cesser la grève contre un chèque de 250 000 francs d’augmentation des salaires. Guéroy s'oblige à signer ce gros chèque tout en ignorant que son compte en banque a été vidé pour rembourser les spéculations ruineuses de son fils Jacques. Ce dernier a tenté de suicider sauvé in extremis par Framié, le contremaître. Sachant à présent que Geneviève est la fiancée de Varèze, Ranson accepte de combler ce déficit à la condition que Geneviève devienne sa femme. Reconnaissante pour sa famille adoptive, Geneviève se plie à contre-cœur à cet humiliant marchandage.
Mais, bien qu'ayant sauvé la famille Guéroy de la ruine en ayant remis de l’ordre dans la comptabilité de l’usine et obtenu la Rosette pour son oncle qui pense à présent à la Cravate de la légion d’honneur, Ranson constate qu’il reste le mouton noir antipathique des siens. Croyant qu’il n’est pas l’homme fait pour le bonheur de Geneviève, il lui annonce qu'il décide de repartir pour l’Afrique. Le lendemain à la réunion de la direction de l’usine, il n’est plus là. Son télégramme de Marseille annonce à la famille Guéroy sa démission après avoir remis en ordre les comptes de l’usine et déposé un gros chèque à l’ordre de Geneviève pour le remboursement de sa dot. Marthe, la sœur de cœur de Geneviève, court lui annoncer la bonne nouvelle. Sa chambre est déserte. Elle est partie pour Marseille.
Sur le bateau, Ranson est surpris de constater qu'il ne part pas seul, son amour Geneviève est là.

## Fiche technique
- Titre : L'Aventurier
- Réalisation : Marcel L'Herbier
- Scénario : Marcel L'Herbier, d'après la pièce d'Alfred Capus
- Décors : Lucien Aguettand, Robert Hubert
- Costumes : Jacques Manuel
- Photographie : Armand Thirard
- Son : William-Robert Sivel
- Musique : Jean Wiener
- Société de production et de distribution : Pathé-Natan
- Pays :  France
- Format : Noir et blanc - Son mono - 1,37:1
- Durée : 92 minutes
- Lieux de tournage : Grenoble et ses environs - Studios de Joinville
- Date de sortie : 
  - France, 18 juin 1934

## Distribution
- Victor Francen : Étienne Ranson / Pierre Stols
- Gisèle Casadesus : Geneviève Dorgans, fille adoptive d'Achille Guéroy
- Blanche Montel : Marthe Guéroy, la sœur de cœur de Geneviève
- Henri Rollan : le député André Varèze
- Abel Tarride : Achille Guéroy, propriétaire de la ganterie et oncle de Ranson
- Lucien Pascal : Jacques Guéroy, fils d'Achille
- Jean Joffre : Framié, le contremaître
- Pierre Juvenet : le préfet Dubar
- Alexandre Rignault : Karl Nemo, l'acquéreur de la mine
- Kissa Kouprine : la femme de l'acquéreur
- Paul Oettly : le meneur des ouvriers
- Dambreville : le vieil ouvrier
- Jean Marais (crédité Maray) : le jeune ouvrier
- Pierre Huchet : Félix

Acteurs non crédités mais identifiés :
- Raymond Rognoni : le gardien-chef de la prison
- Jean Diener : le président de l'Assemblée
- Jacques Mattler : un parlementaire
- Marthe Sarbel : une dame du bal
- Eugène Stuber : un ouvrier
- Léon Arvel : un homme dans le train
- Louis Vasseur : le second de Ranson en Tunisie

## Autour du film
« L'Aventurier » de Marcel L'Herbier est une virulente attaque contre les compromissions des hommes politiques de la Troisième République et celles de la bourgeoisie de province, à la tête d'empires industriels. L’Herbier nous plonge au cœur d’une entreprise familiale où règne la forfaiture à un haut degré, témoin par ricochet de l'instabilité existante en France à cette époque. De retour des colonies, comme un chien dans un jeu de quilles, le personnage de l'aventurier, incarné par le grand acteur de l’époque Victor Francen, dévoile la vraie nature de ce petit monde lâche, cupide et incompétent. Le scénario de ce film se révèle être « un vrai tir aux pigeons aux accents chabroliens avant la lettre ».
Dans le rôle de la jeune ingénue, débuta en 1934 une certaine Gisèle Casadesus, âgé de 20 ans, celle-là même qui deviendra la grande actrice de la Comédie-Française et qui en fin de carrière au cinéma donnera la réplique à Gérard Depardieu dans La Tête en friche, en 2010.
Marcel l'Herbier fut aussi le premier à donner sa chance à un jeune débutant, Jean Marais, sans lui donner un véritable rôle mais en lui faisant interpréter, au cours de deux scènes, le personnage du jeune ouvrier que l'on remarque dans les photos du film, aux côtés de Victor Francen.
Sources : 
- Noël Burch, Marcel L'Herbier, Éditions Seghers, 1978 (notice BnF no FRBNF35199217)
- Les fiches Cinéma Film France et Ciné-club de Caen
- Informations écrites de Télérama et Télé 7 jours

## Créer c'est adapter
Les Éditions Pathé ont sorti en 2022 le film en version restaurée DVD et Blu-ray avec en supplément le documentaire  Créer c'est adapter de Roland-Jean Charna (43min) : entretiens autour du film avec Alain Carou, conservateur des bibliothèques et chercheur en histoire du cinéma, Marie Martin, maîtresse de conférences en études cinématographiques et Didier Griselain, spécialiste du cinéma français (1930-1960). Ces derniers confirment plusieurs informations :
- Le film de L'Herbier est d’abord une adaptation de la pièce du même nom en 4 actes d’Alfred Capus créée au Théâtre de la Porte Saint-Martin le 4 novembre 1910 avec Lucien Guitry dans le rôle de Ranson et Gabrielle Dorziat dans celui de Geneviève. Gros succès joué jusqu’en 1911[3] ,[4].
- Il y a eu deux adaptations de la pièce à l'écran à l’époque du cinéma muet : d’abord celle de Gaumont, en 1916, avec dans le rôle principal Louis Leubas, puis celle de Pathé en 1924 (1924 réalisée par Maurice Mariaud).
- Trafiquant d'armes et de haschich le personnage de Ranson qui dit « l’argent n’a pas d’odeur » fait penser à la vie aventureuse d’Henry de Monfreid en mer Rouge et en Éthiopie.
- En 1934, durant  le tournage du film, Gisèle Casadesus rencontre l'acteur Lucien Pascal qui deviendra son époux jusqu’à sa mort en 2006, tandis que Gisèle, la doyenne de la Comédie-Française, décédera en 2017 à l’âge de 103 ans.
- Au générique du film il est indiqué que le rôle du jeune ouvrier est interprété par un certain Maray qui est en réalité le jeune débutant Jean Marais, âgé de 21 ans, qui a été engagé par l'Herbier pour de la figuration ou de petits rôles dans plusieurs de ses films pour lancer sa carrière d’acteur au cinéma.